# یواس‌اس لاوندر (۱۸۶۴)
یواس‌اس لاوندر (۱۸۶۴) (به انگلیسی: USS Lavender (1864)) یک کشتی بود که طول آن ۱۱۲ فوت (۳۴ متر) بود. این کشتی در سال ۱۸۶۴ ساخته شد.